# Sieglinde Geisel
Sieglinde Geisel (* 9. März 1965 in Rüti) ist eine Schweizer Literaturkritikerin, Autorin und Lektorin.

## Leben
Geisel studierte an der Universität Zürich Germanistik und Theologie. Sie zog 1988 nach Berlin. Nach dem Mauerfall begann sie sich für Ostdeutschland und Osteuropa zu interessieren. Sie lebte vorübergehend in Lublin. 1994 wurde sie Kulturkorrespondentin der Neue Zürcher Zeitung (NZZ) in New York. Seit 1999 lebt sie in Berlin und schreibt als Journalistin und Autorin über kulturelle und soziale Themen. Sie war als Lektorin der ukrainisch-deutschen Autorin Katja Petrowskaja an der Entstehung ihres Romans Vielleicht Esther (2014) beteiligt. Bis 2016 war sie feste Mitarbeiterin im Feuilleton der NZZ. 2016 gründete sie das Online-Literaturmagazin tell. Dort veröffentlicht sie Page-99-Tests von Büchern. Geisel ist Mitgründerin des PEN Berlin.

## Werke (Auswahl)
- 2008: Irrfahrer und Weltenbummler: wie das Reisen uns verändert, Berlin, Galiani.
- 2010: Nur im Weltall ist es wirklich still: vom Lärm und der Sehnsucht nach Stille, Berlin, Galiani.
- 2024: Denken und Handeln. Die unternehmerische Universität St. Gallen, Schwabe (NZZ libro).